# Laboratorio Dallmann

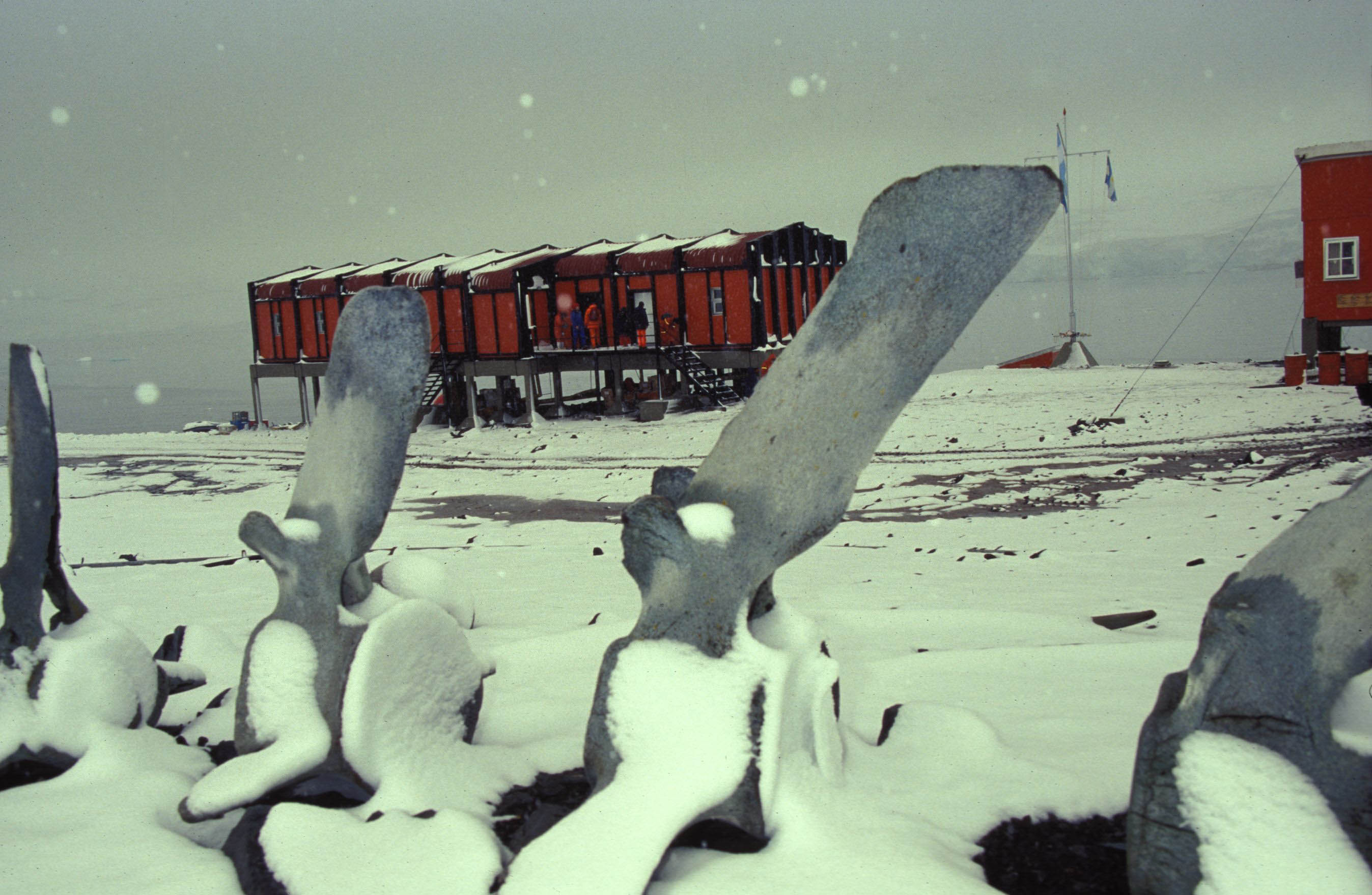
Vista del Laboratorio Dallmann.

El Laboratorio Dallmann (en alemán: Dallmann-Labor) es una instalación de investigación de biología y ciencias de la tierra en la Antártida, que opera el Instituto Alfred Wegener de Alemania y el Instituto Antártico Argentino durante temporada estival en la Base Carlini (ex Jubany) de Argentina. La base se encuentra en la isla Rey Jorge (o 25 de Mayo) en las islas Shetland del Sur.
Fue inaugurado el 19 de enero de 1994 tras un convenio de cooperación entre el Instituto Antártico Argentino y el Instituto Alfred Wegener. Su nombre es en homenaje a Eduard Dallmann, un explorador polar alemán. Constituyó el primer caso de un acuerdo de cooperación internacional en la Antártida para usar instalaciones de una base de un país por científicos de otros. Se lo habilita en los meses estivales (octubre a marzo) para ser usado por 12 científicos de Alemania, Argentina, y Países Bajos, y en ocasiones de otros países. Está equipado con 4 laboratorios, un acuario y dependencias.
El 1 de enero de 2004 fue inaugurado un centro hiperbárico para buceo con cámara de descompresión y una amplia planta de aire comprimido, en colaboración con el Instituto Alfred Wegener.
El laboratorio examina la composición y estabilidad de las comunidades de algas y animales y el conocimiento sobre las relaciones de alimentación y la fisiología de las especies.